# (6961) Ashitaka
(6961) Ashitaka est un astéroïde de la ceinture principale.

## Description
(6961) Ashitaka est un astéroïde de la ceinture principale. Il fut découvert le 26 mai 1989 à Susono par Makio Akiyama et Toshimasa Furuta. Il présente une orbite caractérisée par un demi-grand axe de 2,32 UA, une excentricité de 0,19 et une inclinaison de 4,8° par rapport à l'écliptique.

## Compléments